# Stekeldwerghaai
De stekeldwerghaai (Squaliolus laticaudus) is een vis uit de familie van de valse doornhaaien (Dalatiidae) en behoort derhalve tot de orde van doornhaaiachtigen (Squaliformes).

## Kenmerken
Deze haai heeft slechts één rugstekel. De lichtgevende organen zijn goed ontwikkeld op buik en flanken, maar minder op de rug. De vis kan een lengte bereiken van 22 centimeter en is hiermee een van de kleinste soorten haaien ter wereld. Het dier is eierlevendbarend.

## Leefomgeving
De stekeldwerghaai is een zoutwatervis. De vis prefereert diep water en komt voor in de Grote, Atlantische en Indische Oceaan op dieptes tussen 200 en 1200 meter.

## Relatie tot de mens
De stekeldwerghaai is voor de visserij van geen belang. In de hengelsport wordt er weinig op de vis gejaagd.